# Weltraumfunkstelle

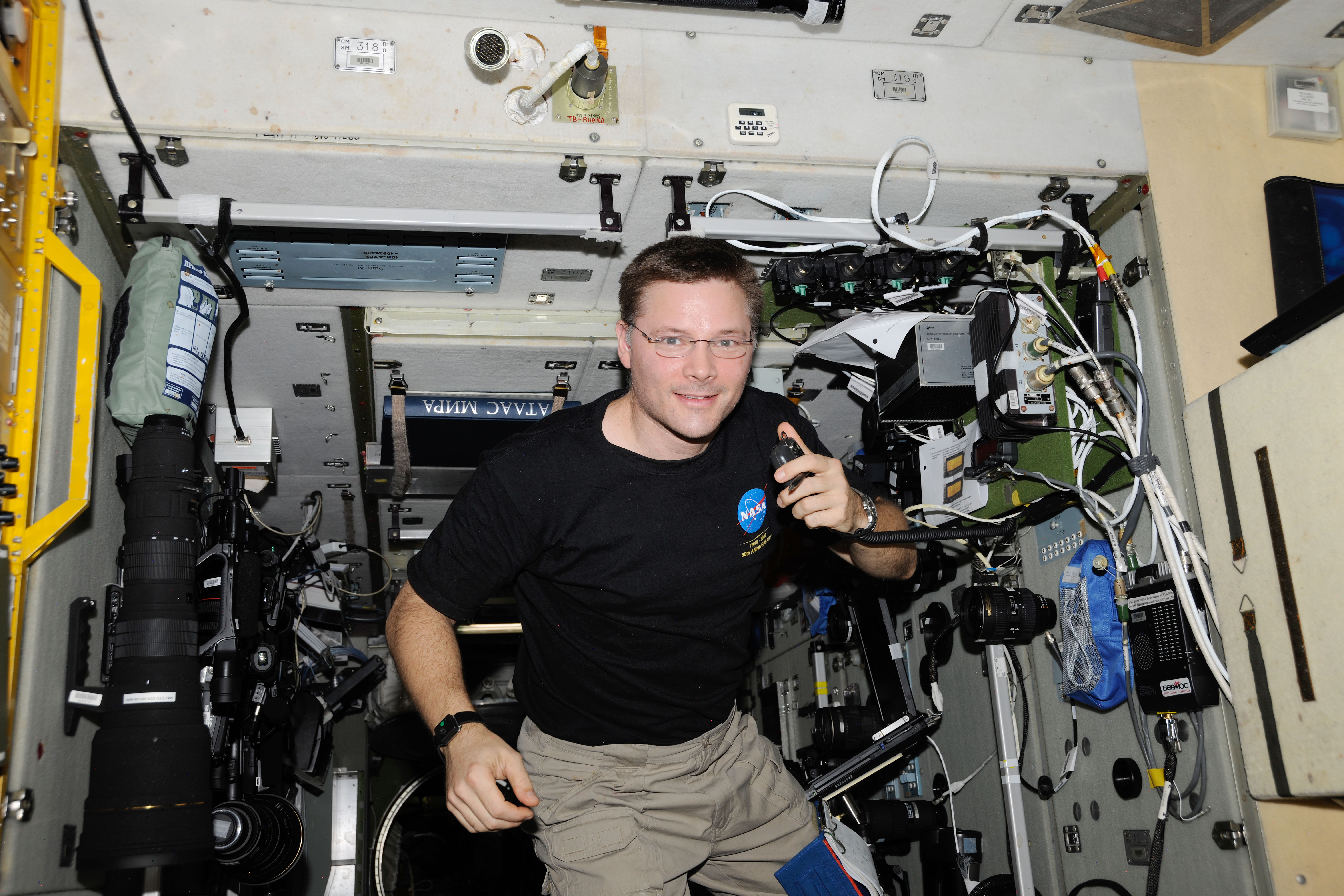
Weltraumfunkstelle des Amateurfunkdienstes über Satelliten auf der ISS

Weltraumfunkstelle (kurz: WeFuSt; englisch space station) ist – gemäß Definition der VO Funk der  Internationalen Fernmeldeunion – „eine Funkstelle auf einem Körper, der sich jenseits des größten Teils der Erdatmosphäre befindet, dorthin gelangen soll oder sich dort befunden hat.“